# Tecmo Super Bowl
Tecmo Super Bowl è un videogioco sportivo del 1991 sviluppato e pubblicato da Tecmo per Nintendo Entertainment System. Successore del videogioco arcade Tecmo Bowl, è il primo gioco di football americano a includere sia le squadre della National Football League che i rispettivi giocatori. Nel 1993 un titolo omonimo è stato pubblicato per Sega Mega Drive e Super Nintendo Entertainment System.
Il videogioco è considerato da IGN tra i migliori giochi di tutti i tempi e uno dei migliori titoli per Nintendo Entertainment System. PC Magazine ha inserito il gioco tra i dieci più influenti di tutti i tempi, mentre un sondaggio su ESPN Radio ha decretato Tecmo Super Bowl come miglior videogioco sportivo.